# Капитель (шрифт)

Использование капители (и курсива) для выделения

Сверху: настоящая капитель
Снизу: синтезированная капитель, полученная уменьшением заглавных букв

Малые заглавные, или капите́ль (англ. small caps; нем. Kapitälchen; от лат. capitellum — головка) — начертание в гарнитуре, в которой строчные знаки выглядят как уменьшенные заглавные. Чтобы подчеркнуть разницу между капителью и строчными буквами, её делают немного выше строчных, а полуапроши капительных знаков увеличивают.
Нередко капитель имитируют, уменьшая заглавные буквы, но этого следует избегать, так как они заметно отличаются по насыщенности, контрасту и ширине.
В настоящей капители толщина штрихов и межсимвольные интервалы совпадают с таковыми у остальных букв. Кроме того, капительные буквы несколько выше строчных и имеют, как правило, чуть расширенные пропорции.

## Применение
Капитель применяется в латинском наборе со времён рукописных книг.
Рекомендуется использовать капитель в следующих случаях:
- в аббревиатурах (вместо заглавных букв),
- при наборе римских цифр,
- для выделения имён (в сочетании с заглавными буквами),
- для выделения первого слова, а изредка и всей первой строки новой главы, чтобы «ясно обозначить начало главы» (Я. Чихольд), а также, в случае применения буквицы (инициала), чтобы «смягчить переход от инициала к строчным буквам» (А. Королькова),
- для выделения имён героев при печати драматургических произведений и сценариев; традиционно в отечественной типографике при наборе имён применяется разрядка строчных букв, чего специалисты настоятельно рекомендуют не делать.

Нежелательно набирать капителью длинные (больше двух-трёх слов) фразы и предложения: это ухудшает читаемость текста.
С капителью применяются, как правило, минускульные цифры. Новым явлением в типографике можно назвать капительные цифры. К примеру, они есть в шрифте Constantia (разработчик — Джон Хадсон), входящем в операционную систему Windows.

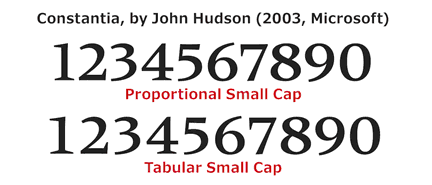

## Капитель в кириллических шрифтах
В современной кириллице большинство строчных букв прямого начертания (за исключением «Аа», «Бб», «Ее», «Іі», «Рр», «Уу», «Фф», «Ѣѣ», «Ћћ» и «Ђђ», не считая букв, созданных на их основе путём добавления надстрочных знаков) практически полностью повторяет рисунок заглавных. Поэтому капитель крайне редко применяется в русской типографике в качестве выделительного начертания (Смерть в романах Терри Пратчетта, изначально говоривший капителью, в русских изданиях, как правило, говорит ЗАГЛАВНЫМИ). Однако капитель может использоваться в качестве способа оформления заголовков и надписей.

## HTML и CSS
В CSS малые заглавные определяются конструкцией
font-variant: small-caps либо font-feature-settings:"smcp".
Первое — капитель как выделительное начертание (если нет настоящей капители, синтезирует её). Второе — капитель как оформительский приём (повторяет свойство OpenType smcp, и если в шрифте таких символов нет, ничего не делает).
Пример 1 (в CSS заданы несколько шрифтов, в которых есть капитель):
Это — обычные строчные буквы. Обратите внимание на «а», «б», «е», «р», «у», «ф». 
Этот текст отобразится искусственной капителью, если шрифт не поддерживает настоящую.
А этот текст отобразится в настоящей капители, если она поддерживается браузером и шрифтом, в противном случае — строчными буквами: This is a small caps case.
Пример 2 (в CSS заданы несколько шрифтов, в которых нет кириллической капители):
Это — обычные строчные буквы. Обратите внимание на «а», «б», «е», «р», «у», «ф». 
Этот текст отобразится искусственной капителью, если шрифт не поддерживает настоящую.
А этот текст отобразится в настоящей капители, если она поддерживается браузером и шрифтом, в противном случае — строчными буквами: This is a small caps case.

## Капитель в фонетике
В Международном фонетическом алфавите используются капительные буквы ʙ, ɢ, ʛ, ʜ, ɪ, ʟ, ɴ, ɶ, ʀ, ʁ.
Капитель использовалась в письменности средневекового исландского языка для обозначения геминированной формы согласного, передаваемого с помощью обычной формы буквы. В Уральском фонетическом алфавите капительные буквы передают частично оглушённые согласные.

## Юникод
Капитель считается вариантом начертания и поэтому Юникодом отдельно не покрывается. Однако из-за использования капительного начертания в фонетике в Юникоде есть все капительные буквы стандартной латиницы, кроме X, а также некоторые другие. Они находятся в блоках Расширения МФА, Фонетические расширения и Расширенная латиница — D.